# BBC News at Five
BBC News at FiveはBBCニュースにおいて平日の夕方5時から放送されているニュース番組である。
司会は月曜日から木曜日まではヒュー・エドワーズ、金曜日はギャビン・エスラー。内容はニュースの詳細な分析及びゲストによる解説、ビジネスニュース、スポーツニュース、気象情報。
なお、日本において視聴する手段は基本的にない。

## 歴史
この番組はBBCニュースによるプレゼンター再編の一環として2006年4月3日に始まった。これはライバルであるSky Newsのジェレミー・トンプソン司会の番組Live at Fiveに対抗するためであり、BBCニュースのこの時間における視聴率を上げる目的でもある。
2008年にはBBCニュースチャンネルやBBC News at One、BBC News at Tenなどを含むBBCニュースのリニューアルに伴うスタジオ移動の一環として、元々放送していたスタジオN8からスタジオN6へ移動した。
2013年3月18日にBBCブロードキャスティングハウス移転した。

## スタジオ外からの放送
重大な事件が発生すると司会者が直接現地へと出向き番組を放送することもある。ヒュー・エドワーズは、2008年及び2012年のアメリカ大統領選挙をワシントンD.C.から生放送したり、撤退式典を行うバスラから生放送したりした。しかし、バスラの際にはスタジオがメインという形式をとった。因みにこのときの司会はギャビン・エスラーであった。また、ウェストミンスターからも定期的に放送している。他にも、ジョージ・アレガイアーが2009年4月にラクイラや2010年1月にハイチにおいて発生した地震の被害状況を伝えるために、現地から放送した。

## 出演者
現在の司会者は以下の通りである。
| 年        | 司会者                     | 現在の役割        |
| --------- | -------------------------- | ----------------- |
| 2006–現在 | ヒュー・エドワーズ         | メイン (月 - 木)  |
| 2008–現在 | ギャビン・エスラー         | メイン (金), 代行 |
| 2007–現在 | エミリー・メイトレス       | 代行              |
| 2008–現在 | ジュリアン・ウォーリーカー | 代行              |
| 2008–現在 | ティム·ウィルコックス      | 代行              |
| 2010–現在 | クライブ・メリー           | 代行              |
| 2009–現在 | ベン・ブラウン             | 代行              |
| 2008–現在 | ニコラス・オーウェン       | 代行              |
| 2013-現在 | ジェーン・ヒル             | 代行              |
| 2013-現在 | アニタ・マクベイ           | 代行              |

### 過去の司会者
- ジョアンナ・ゴスリング (2009–2010)
- ソフィー・ロング (2011-2012)
- ルイーズ・ミンチン (2007–2011)
- ピーター・シッソンズ (2006–2009)
- ジョン・ソペル (2009–2012)

## メイン・ニュース以外の内容
ビジネスニュースと気象情報は基本的にスタジオの隅にあるモニターを使って伝える。スポーツニュースはグレートマンチェスタ・ソルフォード・メディアシティUKにあるBBCスポーツ・センターから伝えられる。また、金曜日の17:45から18:00の間にフィルム・インタビューを放送する。この番組はキャスターと評論家（通常、マーク・カーモード）の2人が座りながら伝える番組である。内容としては、今週一週間にリリースされた主要な映画の評論である。なお、スタジオは同じであるが背景の映像と照明はシネマ風に切り替わる。